# 分散オペレーティングシステム
分散オペレーティングシステム（ぶんさんオペレーティングシステム、英: distributed operating system、分散OS）とは分散コンピューティングのための（機能を持つ、あるいはそれらの機能が強化されている）オペレーティングシステムである。

## 機能
ネットワークでつながった複数のコンピュータや、複数のプロセッサを搭載したコンピュータで、計算資源を分配し、計算負荷を分散させ、計算効率を上げる仕組みを提供するのが分散オペレーティングシステムの機能である。
OS自身の機能まで分散するにはマイクロカーネルのほうが都合が良いが、分散OSだからといって必ずしもマイクロカーネルとは限らない。
ファイルシステムやプロセスにネットワーク透過性がある、といったことが分散OSの典型的機能である。セキュリティなどといった理由から、現状の主流は、分散OSとしてカーネルが機能を持つのではなく、一般のOSで、ユーザプロセスないしデバイスドライバでRPCやMPIの機能を実装するという方向性になっている。

## 分散オペレーティングシステムの例
- Amoeba
- L4マイクロカーネルファミリー
- Mach
- QNX
- Muse
- ToM
- Sprite
- V